# Татнал (окръг, Джорджия)
Окръг Татнал (на английски: Tattnall County) е окръг в щата Джорджия, Съединени американски щати. Площта му е 1264 km², а населението - 64 444 души (2000). Административен център е град Райдсвил. В града е разположен щатски затвор.